# Olivier Ducastel
Olivier Ducastel (Lyon, 23 de fevereiro de 1962) é um roteirista, cineasta e editor de som francês.